# Тезякчанг
Тезякчанг (вьет. Tê giác trắng — Белый носорог ) — нефтяное месторождение Вьетнама, расположено на шельфе Южно-Китайского моря.
Открыто в 2006 году. Начальные запасы нефти составляет 50 миллионов тонн.

Нефтеносность связана с олигоценовыми и миоценовыми отложенями.
Затраты на освоение месторождения составят 150 миллионов долларов. Начало добычи нефти планируется в 3-м квартале 2011 года.
Когда месторождение будет введено в эксплуатацию, добыча составит около 40 тысяч баррелей в сутки, что позволит увеличить общий объём добычи нефти во Вьетнаме на 10%.
Оператором месторождения является нефтяная компания Hoang Long Joint Operating Co.